# Râul Sălătrucel
Râul Sălătrucel este un afluent al râului Olt. Cursul superior al râului este cunoscut și sub numele de Râul Pățești.